# Jenny Jaeger
Jenny Jaeger (* 4. Mai 1909 in Odessa; † 13. Januar 1986 in Düsseldorf) war eine russische Jongleurin.

## Leben und Karriere
Als Tochter des Artistenehepaares Willy Jaeger und Nadeschda Jaeger (geb. Kulewskaja) betrat sie bereits mit fünf Jahren die Zirkus-Manegen Russlands. Ihr Vater Willy war ebenfalls Jongleur und ihr Lehrmeister und ihre Mutter Nadeschda Trapezkünstlerin.
Ihre Karriere als Jongleuse begann sie 1918 zunächst mit 8, dann mit 9 Bällen. 1924 debütierte sie im Circus Salamonski mit 10 Bällen. Sie wurde „der weibliche Rastelli“ genannt, obwohl Enrico Rastelli diesen Trick nie auf der Bühne zeigte. Von Paul Spadoni im Moskauer Staatszirkus entdeckt, wurde sie an die Berliner „Scala“ engagiert. Danach arbeitete sie in Europa. Wintergarten-Varieté Berlin, Viktoria-Theater London, Palace-Theater Blackpool, Cirque d’Hiver und Cirque Medrano in Paris, Circus Schumann Kopenhagen, Tuschinsky-Theater Amsterdam, Ronacher-Varieté Wien, Apollo-Theater und Kristall-Palast in Düsseldorf waren Stationen ihrer Engagements. Sie entwickelte Jonglagen mit Bällen, Reifen und Keulen und ihre Balancen mit großen Schüsseln erforderten eine fünffache Konzentration. Die Perfektion, die sie mit scheinbarer Leichtigkeit präsentierte, machten sie zu einer Weltnummer.
Jaeger wurde als eine der besten einzeln arbeitenden Jongleusen erwähnt.

„Auf der Bühne steht ein zartes, graziles Persönchen, die Jongleuse Jenny Jaeger! Und man erlebt ein kleines Wunder: diese hübsche junge Frau beginnt mit Bällen, Reifen und Keulen zu spielen, dass man nach wenigen Minuten vor Staunen ausser Fassung gerät. Unwillkürlich sucht man nach Vergleichen, und findet sie nicht. Dies alles ist so ganz anders, als man es gewohnt ist. Ein weibliches Wesen zeigt uns Tricks, die wir in dieser Vollendung nur noch in der Erinnerung an die Größten dieses Genres zu messen vermögen. Grossartig die Balance der golden schimmernden Schüsseln auf geraden und geschwungenen Stäben, fünf zur gleichen Zeit. Das ist ohne Beispiel, ein künstlerischer Genuss höchster Vollendung.“

Den Zweiten Weltkrieg verbrachte sie zum großen Teil in Groß Köris bei der Artistenfamilie Kremo. In der letzten Vorstellung im Wintergarten, der am 21. Juni 1944 durch Bombenangriff völlig zerstört wurde, verlor sie ihre gesamten Requisiten und Kostüme. Erst nach dem Krieg gastierte sie wieder in Europa. Sie beendete ihre Artistenlaufbahn Ende der 1950er-Jahre.

## Ehrungen
- 1951: Goldmedaille vom Circus Mijares-Scheiber, Schweden
- Aufnahme in die Juggling Hall of Fame